# Boise
Boise és la capital de l'estat d'Idaho, al nord-oest dels Estats Units. És la ciutat més gran d'aquest estat, amb més de 200.000 habitants (i 518.853 a la seva àrea metropolitana). Està situada a la riba del riu Boise, al peu de les muntanyes Rocoses. Disposa d'aeroport internacional. La major part del comerç i l'àrea comercial de l'estat és a la capital.
A Boise hi viuen uns 12.000 bascoamericans, inclòs Dave Bieter, alcalde de la ciutat fins al 2020, i això la converteix en la concentració de bascos més important dels Estats Units, només superada per les colònies existents a Xile, Argentina i Mèxic, i per la mateixa Euskal Herria, i disposa de la única ikastola fora del país basc, l'Escola Basca de Boise. També va ser la capital del Territori d'Idaho del 1866 al 1890.